# Lygtemand
Lygtemand (lygtemænd) hører til den gamle overtro i Skandinavien og Europa. I Norden tænkes de at være små væsener, der er udstyret med en lygte, mens de i Storbritannien, Irland og USA enten kan være en fortabt sjæl, der af Djævelen har fået et enkelt glødende kul at varme sig ved, eller et spøgelseslys skabt af overnaturlige eller udøde væsener eller ånder. Andre lande verden over har tilsvarende historier til at forklare sådanne lys. 
Lygtemænd ses i mørke og sumpede områder, hvor de forsøger at lokke mennesker med sig ud i mosen, hvor de vil omkomme. En lygtemand er i stand til at opdele sig og blive til flere. Ifølge overleveringen kan man beskytte sig mod lygtemænd ved at vende indersiden af sin hue udad. Tillige skal man undgå at pege på en lygtemand, da det vil drage ham hen mod én.
Lygtemænd siges at være lumske – nogle viser dig din skæbne, andre lokker dig på dybt vand (for eksempel længere ud i mosen), og de har derfor i en del folketro, bl.a. keltisk og nordisk, ry som en slags "skæbne-vejvisere".

## Naturfænomen
Lygtemænd menes at være forekomster af naturgas, bl.a. silan, i f.eks. moser eller i marsken. Gassen siver op, og ved kontakt med den omgivende luft i naturen antændes den og flammer op i små blå gasflammer.